# Eina per a l'abrasió de roques

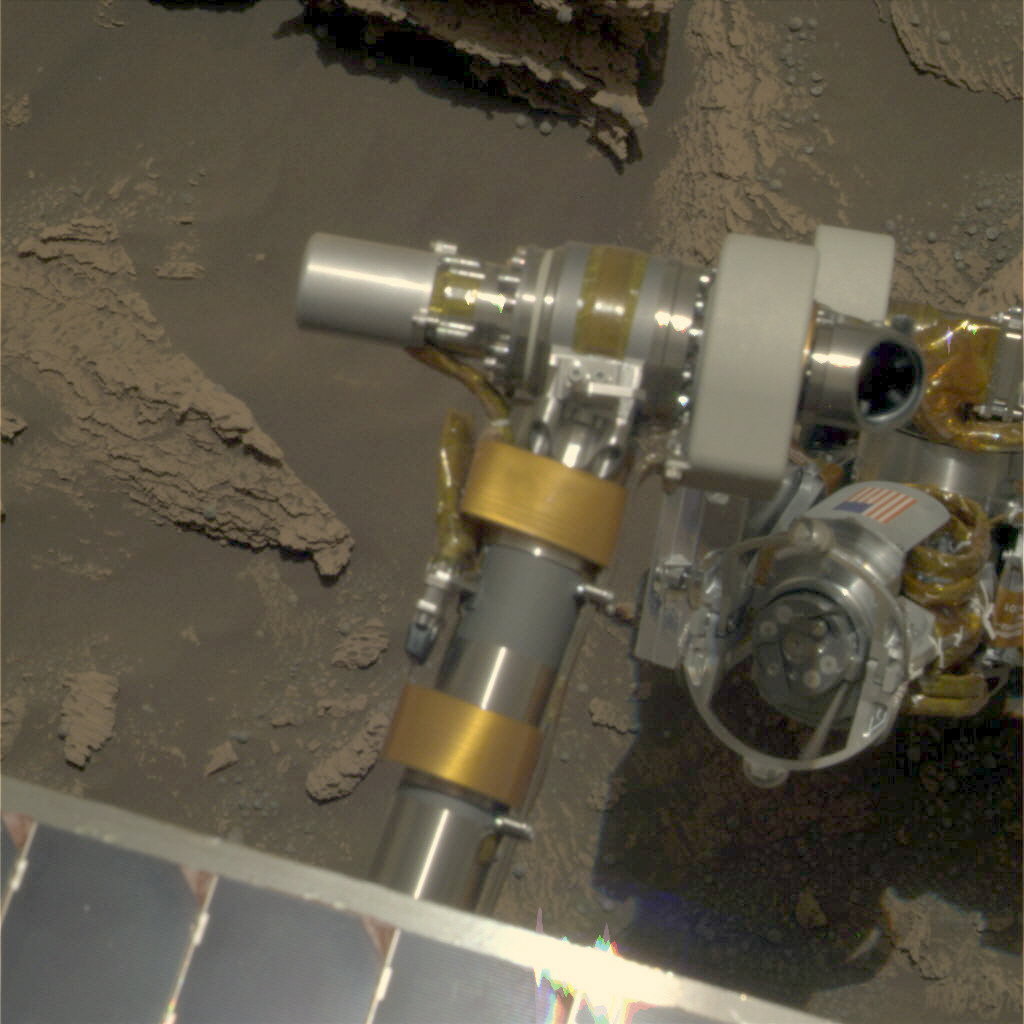
Eina per a la abrasió de roques (RAT) en el dispositiu d'implementació d'instruments Mars Rover Opportunity.

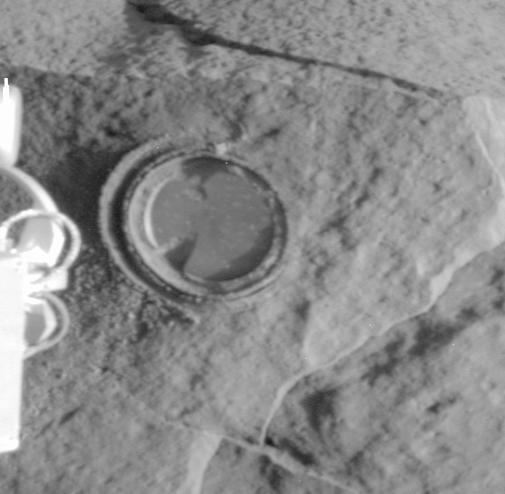
La RAT s'ha utilitzat per moldre un forat a la roca Adirondack. El forat és d'aproximadament 2,65 mil·límetres de profunditat.

L'Eina per a l'abrasió de roques (o RAT per les seves sigles en anglès: Rock Abrasion Tool) és una instal·lació de molta i raspallat en els vehicles bessons Mars Exploration Rovers, Spirit (MER-A) i Opportunity (MER-B) de la NASA que van aterrar a Mart el gener de 2004. Va ser dissenyat, desenvolupat i continua sent operat per Honeybee Robotics LTD, un desenvolupador de robots especialitzats, tecnologies automatitzades i sistemes relacionats.
La RAT va ser la primera màquina a obtenir accés a l'interior de roques en un altre planeta. La RAT té una massa de 0685 kg, té 7 cm de diàmetre i 10 cm de llarg, aproximadament de la mida d'una llauna de refresc. Fa servir una roda de resina i pols de diamant que gira a 3000 rpm per perforar un orifici de 45 mm de diàmetre per 5 mm de profunditat en roques marcianes. A continuació, la RAT utilitza dos raspalls per escombrar la pols dels forats per a una inspecció científica més propera. El seu consum mitjà de potència és de 30 watts.
Hi ha altres cinc instruments a bord dels dos rovers, aquests són el Pancam (una càmera), el Mini-TES (un espectròmetre d'infrarojos) per detectar distàncies, un microscòpic, un espectròmetre Mössbauer i un espectròmetre de rajos X de partícules alfa. La RAT proporciona a aquests instruments una superfície llisa i neta des de la qual fan observacions més precises.
La RAT va ser utilitzada per primera vegada per l'Spirit en el seu 34è sol (6 de febrer de 2004). Es va sostenir fins a la roca Adirondack, de manera que va raspar a una profunditat de 2,85 mm en el transcurs de tres hores. Des d'aleshores ha estat utilitzat en nombroses roques marcianes per part dels dos rovers MER.
La RAT havia de ser controlada originalment des del Jet Propulsion Laboratory de la NASA a Pasadena, Califòrnia, però la va dirigir Honeybee Robotics LTD des de la seva seu a Nova York. La RAT és el primer producte de Honeybee Robotics LTD que serà enviat a l'espai per la NASA.
El blindatge del cable de cada RAT està fet d'alumini recuperat del lloc del World Trade Center després dels Atemptats de l'11 de setembre de 2001.